# Iglesario (Loureda)
Iglesario (en gallego y oficialmente, O Igrexario) es una aldea española situada en la parroquia de Loureda, del municipio de Arteijo, en la provincia de La Coruña, Galicia.

## Demografía
| Gráfica de evolución demográfica de Igrexario entre 2000 y 2018 |
|                                                                 |
| Datos según el nomenclátor publicado por el INE.                |